# Ferrosilita
|  | No s'ha de confondre amb la ferroselita. |

La ferrosilita és un mineral de la classe dels silicats, que pertany al grup de l'ortopiroxè. Hipotèticament va ser anomenat per Henry Stevens Washington l'any 1903. El nom va ser emprat per a anomenar el material natural el 1935 per Norman L. Bowen. és un dimorf de la clinoferrosilita i forma part de la sèrie enstatita-ferrosilita. Alguns sinònims són eulita, eulisita, ferrohiperstena O-ferrosilita o ortoferrosilita.

## Classificació
Tant en la classificació de Nickel-Strunz com en la de Dana apareix com a inosilicat, formant part dels grups 9.DA.05 i 65.1.2.2 respectivament.

## Característiques
La ferrosilita és un silicat de fórmula química FeSiO₃. Cristal·litza en el sistema ortoròmbic. La seva duresa a l'escala de Mohs és 5 a 6. Pot presentar impureses de calci, sodi, potassi, alumini, cobalt, níquel, manganès, titani i/o crom.

## Formació i jaciments
Es troba en roques ígnies bàsiques i ultrabàsiques.